# Jan Valtin
Pour les articles homonymes, voir Valtin.
Jan Valtin, pseudonyme de Richard Julius Hermann Krebs (17 décembre 1905 à Darmstadt ou Mayence - 1er janvier 1951 dans le Comté de Kent), est un militant communiste allemand. Il a principalement agi au sein de l'Internationale communiste et principalement au sein du mouvement syndical des marins et travailleurs des ports durant l'entre-deux-guerres.
Son livre Sans Patrie ni frontière (Out of the night), paru en 1941 à New York, fut un best-seller vendu à 350 000 exemplaires en un mois, salué comme un récit rare de l'épopée communiste des années 1920 et comme le plus achevé des témoignages alors connus sur les camps de concentration nazis.

## Biographie

### Jeunesse et famille
Krebs venait d’un milieu plutôt bourgeois et privilégié. Son père venait d’une riche famille de Silésie. Il exerça le métier de capitaine puis d’inspecteur dans la compagnie Norddeutscher Lloyd.
Richard Krebs est le cadet d’une famille de cinq enfants. Ses deux sœurs naquirent à Hong Kong et un de ses frères à Singapour. Sa sœur Cilly devint photographe pour Leo Frobenius, ethnologue allemand, auteur de travaux sur l’Afrique. L’autre sœur, infirmière, décéda en 1945. Le plus âgé de ses frères fut officier de l’armée de l’air allemande et mourut en 1939. Son deuxième frère disparut en janvier 1919 et le cadet devint marin. C’est avec lui que Krebs maintint un contact après guerre. Sa mère, Pauline Krebs, mourut le 30 janvier 1933.
Il épousa Hermine Stöver, la fille d’un riche commerçant de Brême. Elle rompit avec sa famille pour le suivre.

### Engagement communiste dans l'Internationale des gens de la mer
Après avoir adhéré au Parti communiste d'Allemagne, Richard Krebs passa d'abord de simple militant syndical à dirigeant du club international de marins (interclub) de Hambourg et s'engagea corps et âme pour la cause communiste.  
Ce compagnon de cellule était d'un enthousiasme contagieux, la sincérité même de sa foi me causa une grande émotion. De plus en plus, j'étais convaincu que la seule chose utile à faire dans la vie était de se consacrer à la révolution. Dans le parti, chez nous, insistait-il, un homme se trouve et prend conscience de sa propre force. De grandes batailles vont avoir lieu. Le parti doit préparer une révolution par les armes. Cette fois-ci nous ne perdrons plus. Une Allemagne et une Russie soviétique seront invincibles. Après, il n'y aura plus qu'à tendre la main à la France, à la Chine, à l'Amérique, et au monde entier. Il n'existe pas de but plus noble et pour y arriver aucun sacrifice n'est trop grand. (Sans patrie ni frontières, p 48) 

Il participa à l’insurrection de Hambourg en 1923 en tant que « courrier ». Il milite en sillonnant les océans et devient instructeur dans la fraction maritime communiste au sein de l’Internationale des gens de la mer (ISH), l’adjoint de son secrétaire général, Albert Walter, et le responsable des clubs internationaux de marins, successivement à Brême puis Hambourg. Il parlait plusieurs langues, voyagea illégalement dans différents pays, soutint et anima des grèves de marins, écrivit des tracts et porta la parole du communisme dans les meetings. 

Notre premier objectif était de semer le mécontentement. Mécontentement au sujet des rations, au sujet de la solde et de la discipline à bord. Dès qu'un équipage écoutait nos propos d'une oreille sympathique, nous lui faisions former immédiatement un Comité d'action. Ainsi préparait-on les grèves à venir. À la fin de chaque journée, chaque membre du groupe faisait un rapport détaillé sur les bateaux qu'il avait visité le jour même.
Au QG, ces rapports étaient recopiés et classés, ces fiches contenaient des renseignements précis sur presque chaque bateau de la flotte marchande. Elles permettaient à Albert Walter et ses collaborateurs d'avoir à chaque instant le tableau exact de la situation avant de décider quoi que ce soit d'important. Ce système connu sous le nom de "méthode hambourgeoise" fut ensuite adopté partout par les organisations communistes maritimes. Je collaborais avec enthousiasme à l'œuvre du parti. (...) J'avais le sentiment d'être un rouage nécessaire dans la machine du parti, de grandir, de m'endurcir, et mon bonheur était complet.
Jusqu'à présent, j'avais servi comme agitateur, maintenant, on me nommait organisateur. Sur proposition d'Albert Walter, je fus chargé de tout le travail du parti sur la Hambourg America Line. Cela représentait près de 50 navires et plus de 2000 matelots. (Sans patrie ni frontières, p 53) 
Lors d'un séjour en Californie à partir de 1926, il agresse le commerçant juif Morris Goodstein, est arrêté et passe plusieurs années à la prison de San Quentin. À son retour en Europe en 1929, il reprend ses activités syndicales dans le mouvement communiste. Il dirige des grèves extrêmement dures à travers l’Europe, notamment dans les pays scandinaves et au Royaume-Uni. Il assiste impuissant à la décomposition de la République de Weimar et à la montée du nazisme.  

### Arrêté par la Gestapo
Il est envoyé pour militer clandestinement en Allemagne en octobre 1933 par Ernest Wollweber pour reconstruire l’ISH à Hambourg. Richard Krebs en gardera du ressentiment pour Wollweber, estimant que c'était une mission suicide. Hambourg est la ville où a longtemps milité Krebs et où il était donc très exposé. Deux semaines plus tard, il est arrêté par la Gestapo le 8 novembre 1933, il est condamné à quatre ans et demi de prison et est enfermé au camp de Fuhlsbüttel.
Après trois ans de détention et de torture, il accepte de collaborer avec la Gestapo. Dans son roman autobiographique, il affirme que cette collaboration est le fait d'un ordre du parti communiste, ce qui n'est pas attesté. Le 12 mars 1937, il écrit une déposition annonçant sa rupture avec le communisme. Puis il rédige un rapport le 11 août 1937 où il donne des informations sur deux cents de ses anciens camarades de combat. Il est avéré qu'il n’a pas dit toute la vérité et qu’il a même affirmé des contre-vérités, mais certaines des informations données à la Gestapo, recoupées avec d’autres informations et complétées grâce à l’aide des polices nationales, ont pu faciliter l’arrestation de militants allemands émigrés après l'invasion de la Belgique et des Pays-Bas en 1940. 
Il est envoyé en août 1937 en mission à Copenhague, important foyer communiste. À Copenhague, Krebs avoua à Ernst Wollweber et aux autres responsables communistes qu’il avait accepté de devenir agent de la Gestapo. Cela est confirmé dans les mémoires de Wollweber, qui refusa sa réinsertion dans le parti et le dénonça comme agent double.
Le 25 novembre 1937, Krebs prit contact avec un groupe de militants du syndicat ITF à Anvers, qui lui trouva une place sur un bateau. En janvier 1938, Krebs partit de Gand pour Gênes. Le 3 février, il arriva aux États-Unis et le 9 mars, il était à New York où il était recherché autant par le NKVD que la Gestapo. 
Sa femme, Hermine Krebs, arrêtée puis condamnée à deux ans de prison en octobre 1935, est morte en détention le 15 novembre 1938.

### Vie aux États-Unis
Arrivé au printemps 1939, Krebs occupa divers petits emplois – appariteur dans une école talmudique, peintre en bâtiment – et il vécut plus que pauvrement, bardé de sa seule intention: devenir écrivain. En août 1939, Krebs écrivit dans la revue américaine Ken un article consacré à une description de la vie dans les camps de concentration nazis. En novembre 1939 parut dans la revue American Mercury un article traitant des activités des instructeurs dans le Komintern. Eugene Lyons, exilé russe et journaliste phare de la gauche américaine lui commande alors le livre récit de son engagement avec le Komintern puis dans les prisons de la Gestapo.  
Le 19 mars 1941, Richard Krebs était arrêté et enfermé à Ellis Island pour avoir violé son engagement de ne pas revenir aux États-Unis 
D'abord soutenu par les services américains, sa situation devient difficile quand les États-Unis entrent en guerre contre le Japon et l'Allemagne nazie en étant alliés de l'URSS. En novembre 1942, Krebs est inculpé en tant qu'agent de la Gestapo. Il est arrêté en décembre 1942 et déclaré innocent en mai 1943. 
Le 6 août 1943, il s'engage dans l'armée américaine et combat sur le front Pacifique. Il obtient la nationalité américaine en 1947.  
Il s'est entre temps remarié en 1941 avec Abigail Harris, une Américaine.

## Œuvres

### Sans patrie, ni frontières(Out of the nightdans la version originale)
Richard Krebs admirait les œuvres de Joseph Conrad et de Jack London dont il avait découvert les œuvres en prison à San Quentin.  
Out of the Night, son autobiographie de 1941, publiée en France en 1947 sous le titre Sans patrie ni frontières, connut un grand écho. Ce récit est une autobiographie romancée qui retrace la destinée de son auteur en trois parties – l'engagement syndical et militant au sein du mouvement communiste dans les années 1920, la montée vers le pouvoir d’Adolf Hitler et les premières années du régime nazi.
Il fut vendu à plus d'un million d'exemplaires aux États-Unis dès la première année. 

#### Discussion des historiens sur la part de vérité et la part de fiction du récit.
Certaines vérifications effectuées par l’historienne Constance Margain établissent qu'une partie du personnage de Jan Valtin ne correspond pas à la vie effective de Richard Krebs, notamment après son arrestation par la Gestapo. Cette même historienne a fait des témoignages de Richard Krebs l’une des principales sources de sa thèse consacrée à l’histoire de l’ISH. Son arrestation, sa trahison pour la Gestapo, le refus des communistes de le réintégrer, la mort de sa femme ont pu amener chez Krebs la conscience d’avoir raté sa vie. Son roman peut être perçu comme une revanche, à la fois par la dénonciation de personnes comme Wollweber et par la dimension héroïque du personnage de Jan Valtin. 
Les historiens qui ont mené l'enquête nuancent ce jugement. Une comparaison précise de certains épisodes racontés dans le livre (notamment son passage au Royaume-Uni) et des archives policières montre que le récit est rigoureusement exact, ni déformé et exagéré. La plus grande partie du récit avant son arrestation est ainsi confirmée. Richard Krebs était bien un cadre important de l'ISH avant de retourner en Allemagne. D'après l'historien Guillaume Bourgeois, il a raconté sa vie avec la précision d’un hyper-mnésique. La part d’erreur ou de reconstitution romanesque paraît marginale.

### Listes des œuvres
- Sans patrie ni frontières, traduit de l'anglais par Jean-Claude Henriot (Out of the Night), traduction revue par Philippe Carella, postface de Jean-François Vilar, Babel, coll. Révolutions, 1997  (ISBN 978-2742709151)
- Châteaux de sable, traduction par Hélène Claireau de Castle in the sand, Presses de la Cité, 1951
- Ni lumière ni étoile, traduction de Wintertime , Presses de la Cité, 1950